# Zagórze Śląskie (stacja kolejowa)
Zagórze Śląskie – przystanek osobowy, niegdyś stacja kolejowa w Zagórzu Śląskim, w Polsce, w województwie dolnośląskim, w powiecie wałbrzyskim, w gminie Walim. Stacja została otwarta w dniu 1 października 1904 roku razem z linią kolejową z Świdnicy Przedmieścia do Jedliny Zdroju.